# Néroli

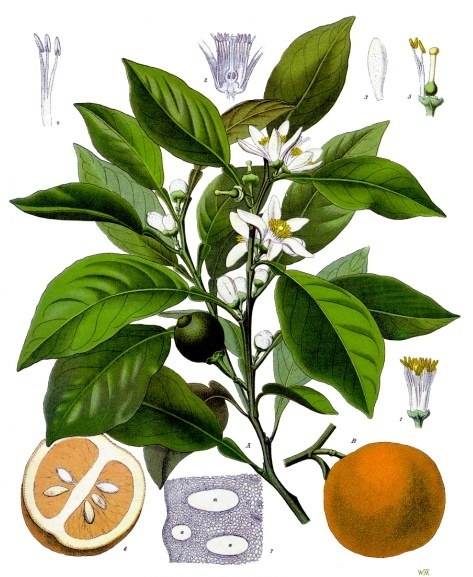
Le bigaradier (fleurs, fruits et feuilles).

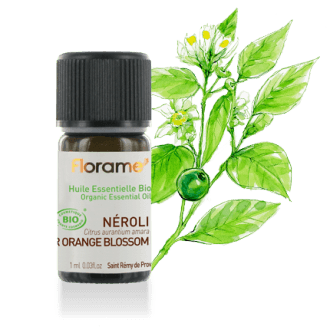
Huile essentielle de néroli biologique Florame.

L'essence de néroli est une huile essentielle produite à partir de la fleur de bigaradier Citrus aurantium. Classée en parfumerie dans la famille des Hespéridés, son odeur est caractéristique et similaire à celle de la  fleur du bergamotier.

## Histoire
Vers 1680, Anne-Marie Orsini (née Marie-Anne de la Trémoille), duchesse de Bracciano et princesse de Nerola (dite aussi Princesse des Ursins), mit à la mode l'essence d'orange amère comme parfum en l'utilisant pour parfumer ses gants et son bain. Depuis lors, le nom de Néroli est utilisé pour décrire cette essence.

## Production
Le néroli est produit dans les pays où pousse le bigaradier comme la France, l'Italie, le Maroc, la Tunisie, l'Égypte, le Liban et le Paraguay. 
Les fleurs sont cueillies, généralement à la main, fin avril à début mai. L'essence est produite par entraînement à la vapeur car la fleur est trop fragile pour supporter une distillation. L'eau de distillation (ou hydrolat) dans laquelle s’est solubilisée une infime partie de l’huile essentielle est appelée l'eau de fleur d'oranger.

## Composition
L'essence de néroli contient une grande part de terpènes, comme le linalol, le limonène, l'ocimène, l'alpha-terpinol, le β-pinène, l'acétate de linalyle, le géraniol, le nérol et d'autres. La composition varie selon l'origine.

## Utilisations
Le néroli a un arôme rafraîchissant et reconnaissable, épicé avec des notes sucrées et fleuries. Il est une des huiles florales les plus utilisées en parfumerie pour sa tonalité chaude et capiteuse. 
L'essence de néroli est comestible et est largement utilisée comme ingrédient alimentaire dans les pâtisseries (cornes de gazelles) et les boissons (OpenCola).
En tant qu'huile essentielle, utilisée en aromathérapie et pour les massages, le néroli est considéré comme ayant un effet apaisant pour le système nerveux.